# Adriana Crăciun
Adriana-Gabriela Crăciun (nacida Adriana Gabriela Țăcălie, Slatina, 29 de enero de 1989) es una exjugadora de balonmano rumana que jugaba como lateral derecho en el CSM Slatina de la Liga Națională y que disputó 38 partidos con la selección rumana, con la que participó en los Europeos de 2012 y 2014 y en el Mundial de 2013.

## Trayectoria

### Clubes
Formada en el LPS Slatina, debutó en la élite con el CS Oltchim Râmnicu Vâlcea, con el que conquistó cinco ligas nacionales consecutivas (2007-2011) y los títulos europeos de la Recopa y el Champions Trophy de 2007.
En 2011 fichó por el Budućnost Podgorica, con el que logró la Liga de Campeones y el doblete liga-copa montenegrino en 2012.
Regresó a Rumanía para jugar en el ASC Corona Brașov (2012-2017), alcanzando la semifinal de la Copa EHF en 2015.
Posteriormente militó en el Fleury Loiret HB francés (2017-2019), CS Măgura Cisnădie (2019-2020), SCM Craiova (2020-2022), un breve paso por el CSM Târgu Jiu y, desde diciembre de 2022, en el CSM Slatina.

#### Trayectoria de clubes
- 2006–2009:  CS Oltchim Râmnicu Vâlcea
- 2009–2010:  → HC Oțelul Galați (cesión)
- 2010–2011:  CS Oltchim Râmnicu Vâlcea
- 2011–2012:  ŽRK Budućnost
- 2012–2017:  ASC Corona Brașov
- 2017–2019:  Fleury Loiret HB
- 2019–2020:  CS Măgura Cisnădie
- 2020–2022:  SCM Craiova
- 2022:  CSM Târgu Jiu
- 2022–pres.:  CSM Slatina

### Selección
Debutó con la absoluta en 2012 y sumó 38 internacionalidades y 58 goles. Fue pieza importante en el Europeo de 2014 hasta sufrir una grave lesión de hombro que frenó su carrera internacional.

## Premios y títulos

### Con la selección
- 1 x Medalla de plata Campeonato Europeo Juvenil (2005)
- 1 x Medalla de bronce Campeonato Europeo Junior (2007)
- 1 x Medalla de plata Campeonato Mundial Universitario de Balonmano Femenino (2010)

### Con sus clubes
- 5 x Liga de Rumanía (2007, 2008, 2009, 2010, 2011)
- 2 x Copa de Rumania (2007, 2011)
- 1 x Liga de Campeones (2012)
- 1 x Recopa de Europa (2007)
- 1 x EHF Champions Trophy (2007)
- 1 x Campeonato de Montenegro (2012)
- 1 x Copa de Montenegro (2012)

## Vida personal
El 1 de julio de 2017 contrajo matrimonio, adoptando el apellido Crăciun.